# 6841 Gottfriedkirch
6841 Gottfriedkirch là một tiểu hành tinh vành đai chính. Nó được đặt theo tên nhà thiên văn học Đức Gottfried Kirch (1639-1710).

## Sources
- The Messier Catalog